# Sparassidaceae
Sparassidaceae Wilhelm Herter, 1910), este o familie mică de ciuperci preponderent parazitare, unele dintre ele și cu însușiri saprofite, din încrengătura Basidiomycota, clasa Agaricomycetes și ordinul Polyporales. Conform Mycobank (24 iulie 2019), familia constă din 2 genuri cu 13 sau după Index Fungorum din 9 specii. Tip de gen este Sparassis.
Numele generic este derivat din cuvântul de limba greacă veche (greacă veche σπαρασσω=rupt, sfâșiat, smucit), datorită aspectului general.

## Taxonomie
Micologul german Wilhelm Herter (1884-1958) a determinat această familie de ciuperci sub numele valabil până în prezent (2020) în volumul 6 al jurnalului botanic Kryptogamen-Flora der Mark Brandenburg din 1910.
Încercări de redenumire nu au fost făcute.

## Descriere
- Corpul fructifer:  poate să atingă un diametru de peste 30 cm, format dintr-o mulțime de ramuri turtite, subțiri până late, ondulate și răsucite. Ambele părți sunt acoperite cu un strat himenial. Coloritul tinde între albui, gălbui, ocru-portocaliu și roșiatic, arătând la bătrânețe margini brune.
- Sporii: sunt ovoidali, hialini (translucizi), netezi și albi.
- Piciorul: este aproape mereu adânc înfipt în lemn, ramificându-se puternic și terminând în încrucișări cărnoase, turtite și îndoite, dense precum zburlite și sinuate. Partea vizibilă, este scurtă, cilindrică sau boantă, globuloasă și de consistență fibroasă. Coloritul exterior seamănă preponderent cu cel al corpului fructifer.
- Carnea: este albicioasă, moale și ceva elastică, cea a piciorului mai tare, asemănătoare cauciucului. Ciupercile au un miros amintind de zbârciogi și tineri un gust savuros. Bătrâni miros neplăcut și pot să devină ceva amari.[6][7][8]

## Sistematică
Despre numărul speciilor conținute în genul Sparassis se mai discută aparent. Astfel Mycobank cunoaște cel puțin 13 specii, pe când Index Fungorum doar 9, văzând de exemplu specia Sparassis herbstii drept sinonim al Sparassis spathulata, Sparassis radicata și Sparassis ramosa al Sparassis crispa sau Sparassis laminosa și Sparassis nemecii al Sparassis brevipes. Sparassis tremelloides a fost trecut la genul Tremella (Tremella tremelloides)
Botanista și micologa rusă Sophia Ruvimovna Schwartzman (1912-1975) a descris noul gen Sparassiella în 1964.
Genul Masseeola, descris de micologul german Otto Kuntze în 1891, a fost transferat la genul Sparassis drept sinonim.
Familia cunoaște adică 2 genuri:
- Sparassis  Fr. (1819) cu 9 sau 13 specii
- Sparassiella S.R.Schwartzman (1964) cu 1 specie, Sparassiella longistipitata, găsită în Kazahstan pe lemn mort de Pinus sylvestris (pin de pădure)[12][15]

## Specii ale familiei în imagini (selecție)

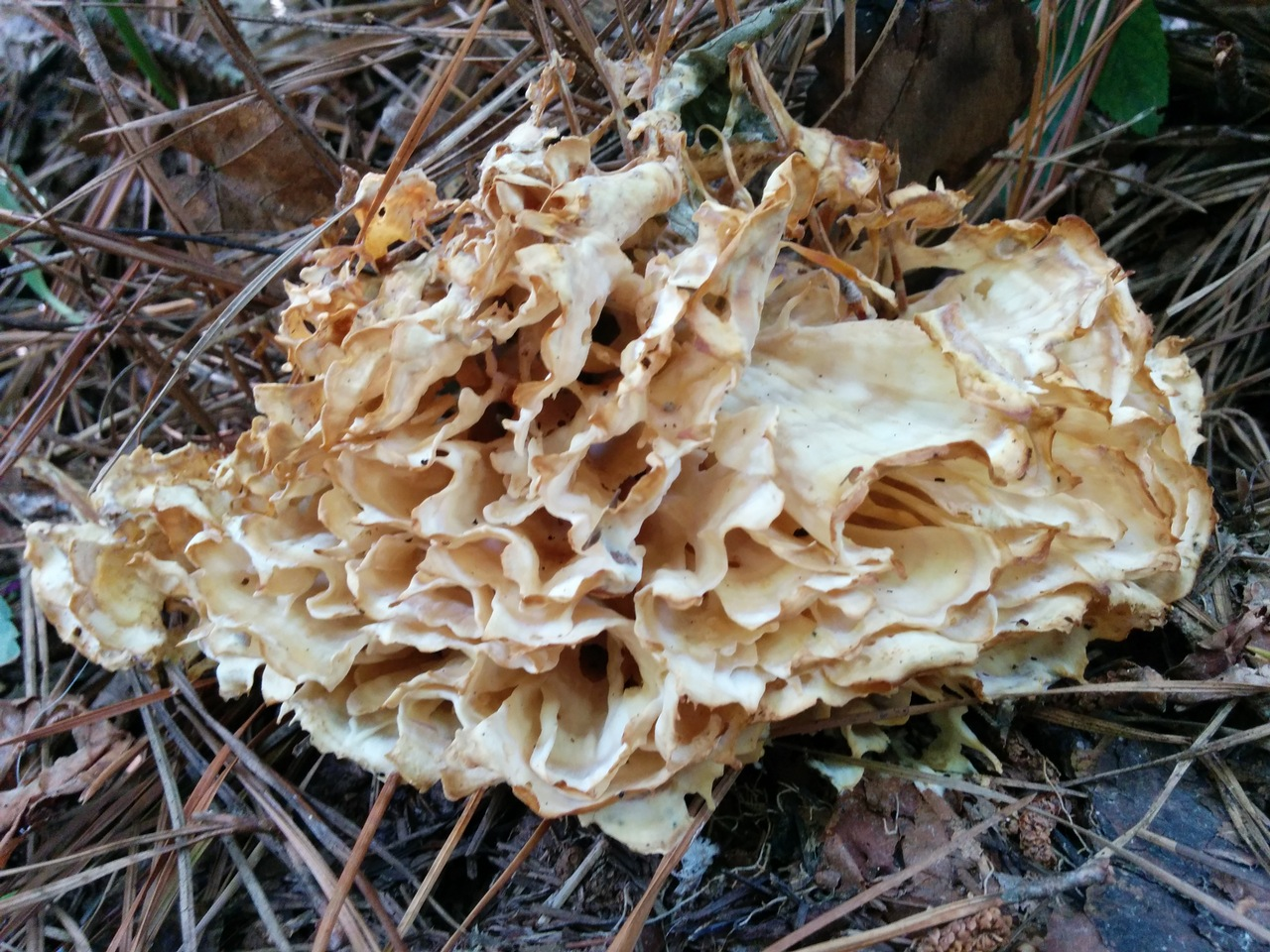
S. americana
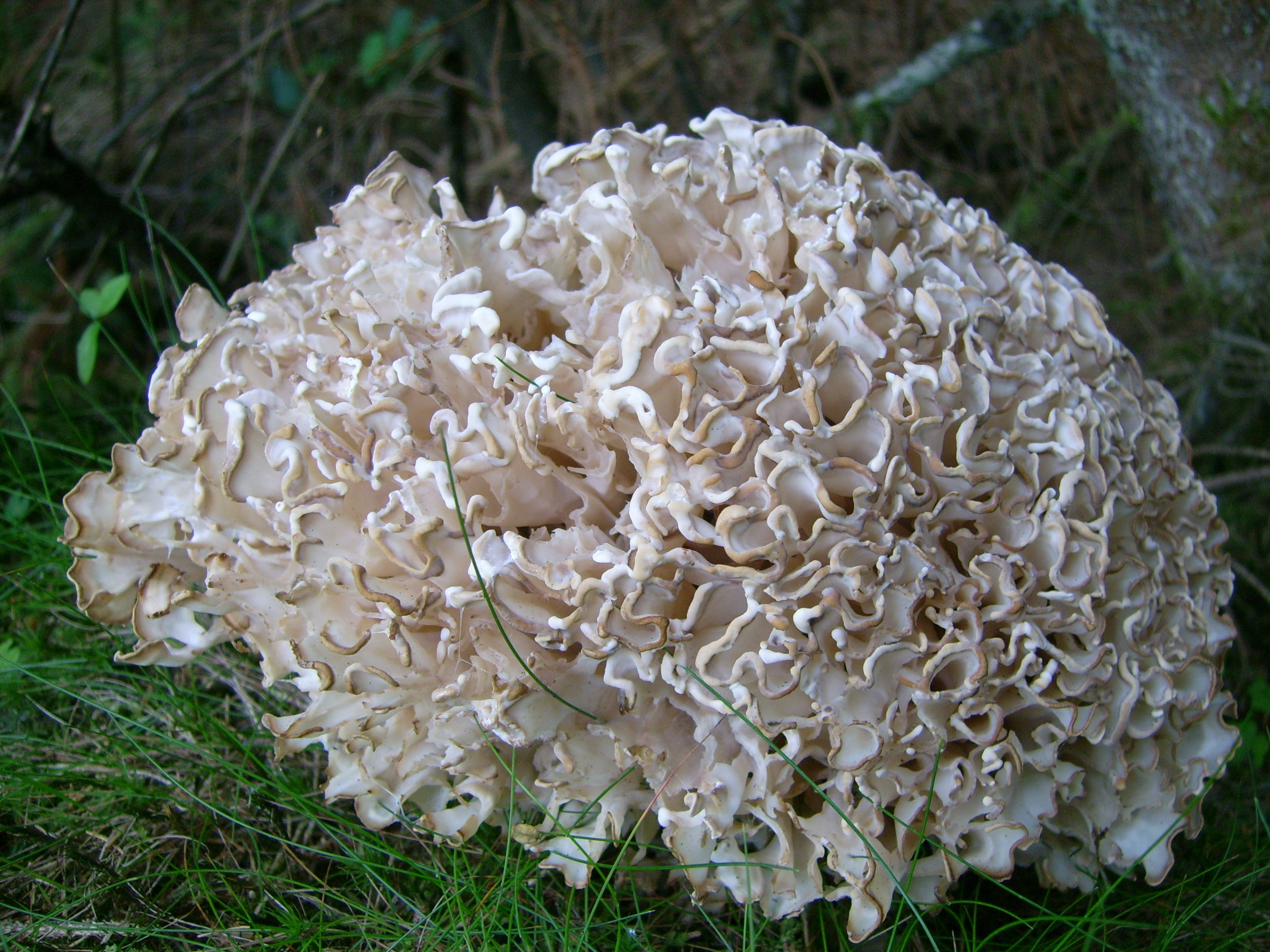
S. brevipes
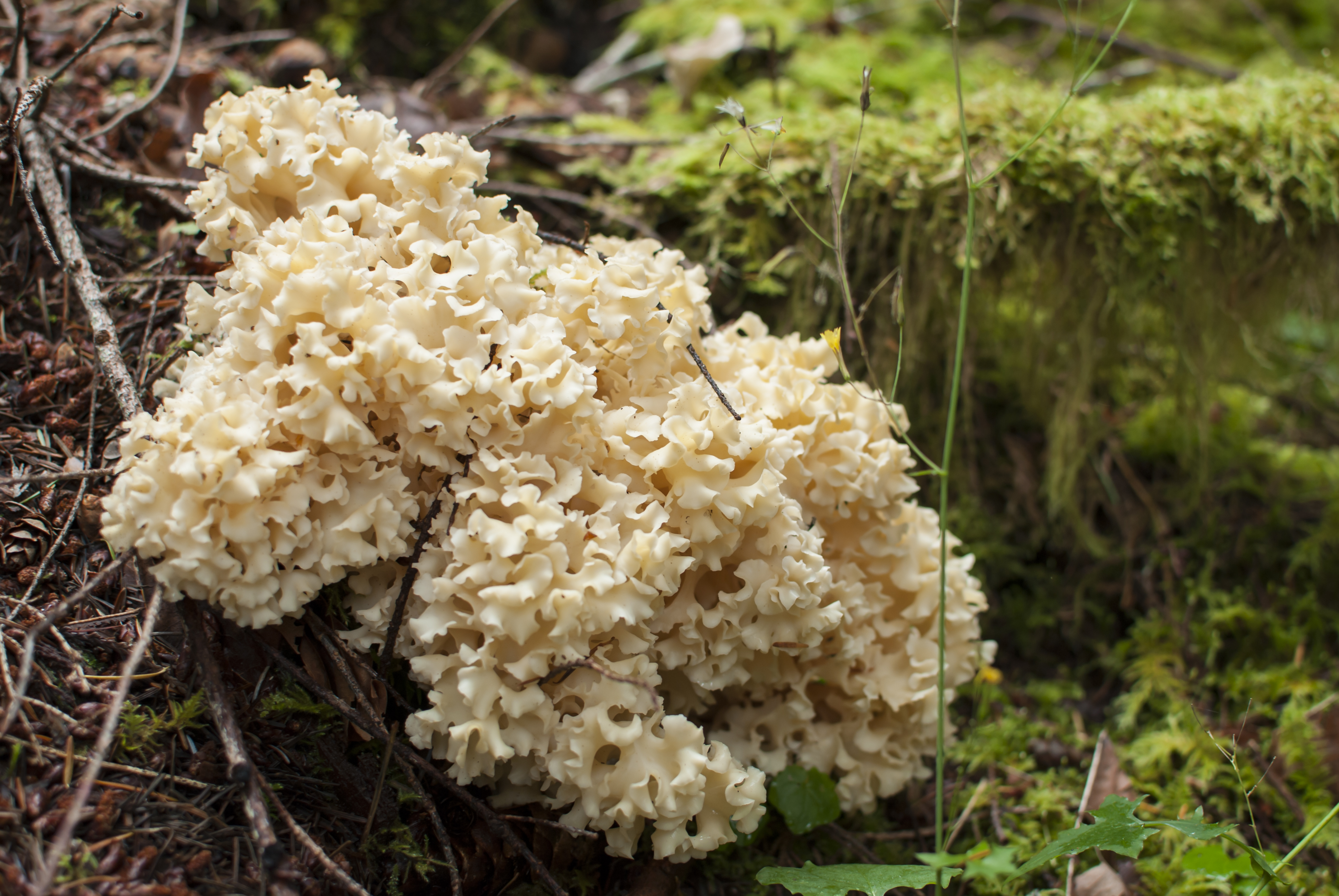
S. crispa
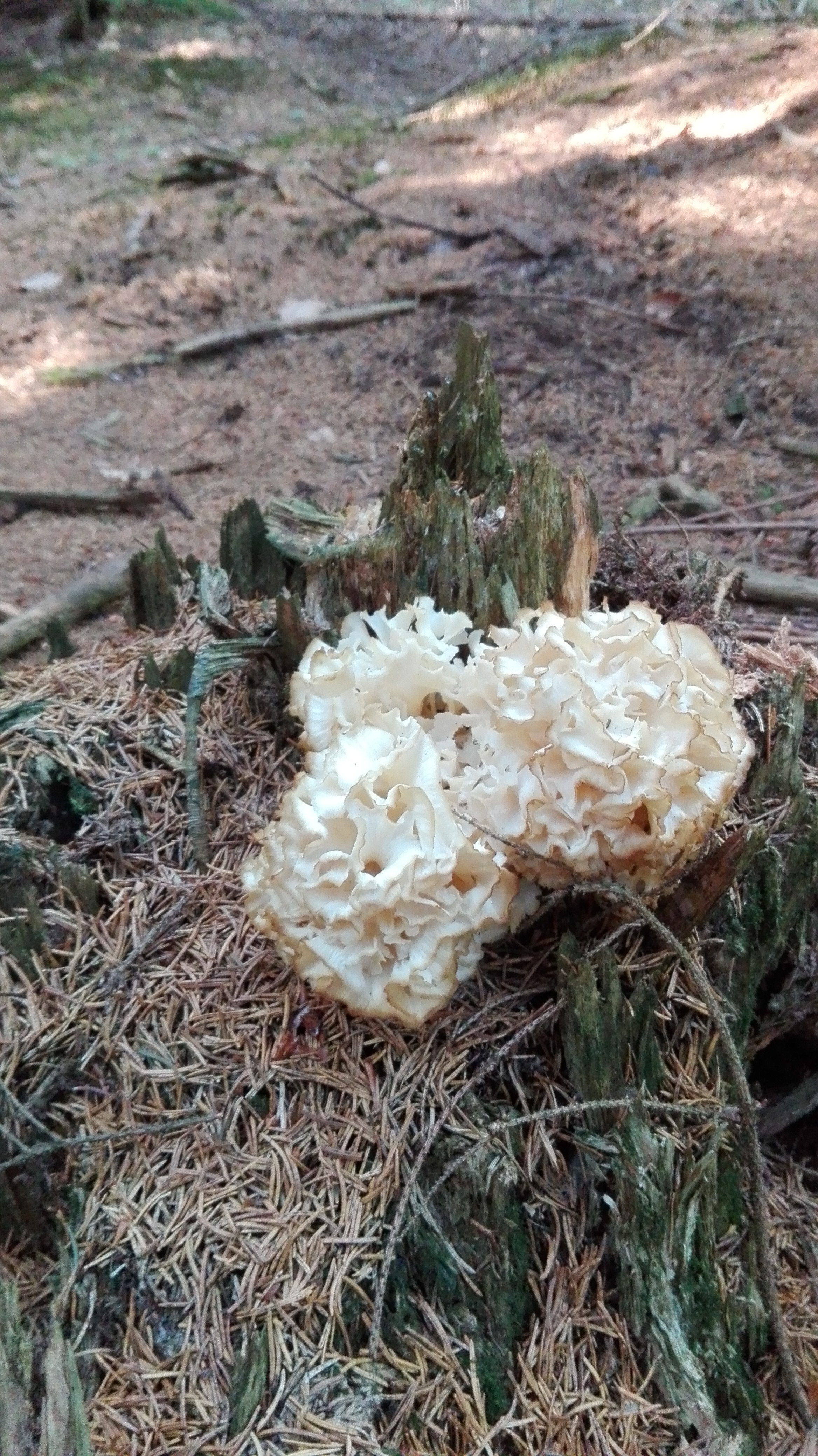
S. nemecii
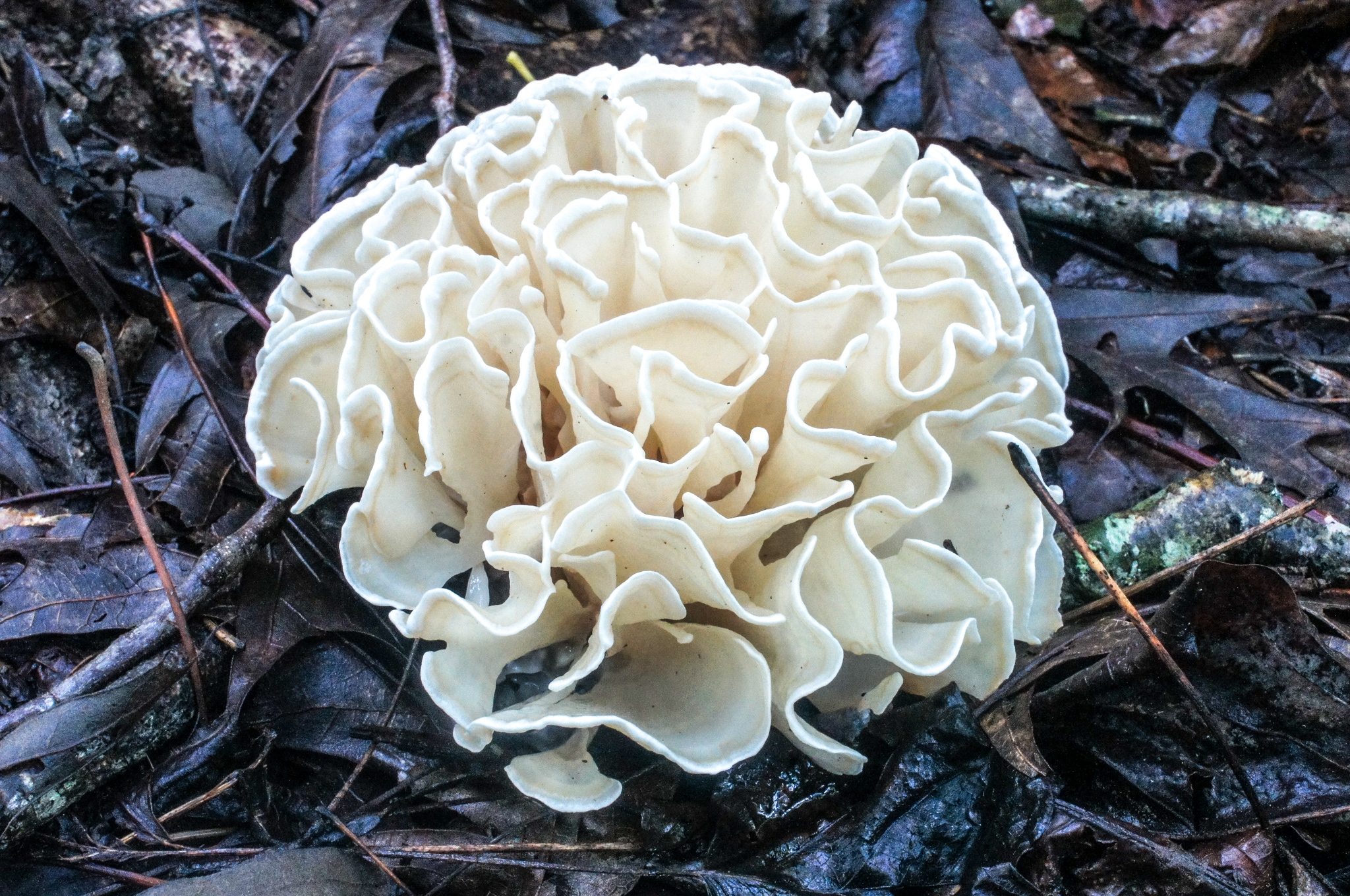
S. spathulata

## Valorificare
Mulți din bureții familiei penetrează rădăcinile arborilor, exploatând sucul acelora, producând un putregai roșiatic al lemnului de brad, carpen, molid, pin sau stejar.
Toate speciile ale genului sunt foarte gustoase și pot fi pregătite în moduri diferite, dar numai în stadiu mai tânăr.
Unele specii pot fi cultivate, astfel de exemplu S. brevipes precum S. crispa.